# Jean-Claude Lagniez
Jean-Claude Lagniez (ur. 9 grudnia 1947 roku w Paryżu) – francuski kierowca wyścigowy.

## Kariera
Lagniez rozpoczął karierę w międzynarodowych wyścigach samochodowych w 1972 roku od startów w klasie S 3.0 24-godzinnego wyścigu Le Mans, którego jednak nie ukończył. W późniejszych latach Francuz pojawiał się także w stawce French Touring Car Championship, European Touring Car Championship, Francuskiego Pucharu Porsche Carrera, Global GT Championship, FIA GT Championship, French Supertouring Championship, French Super Production Championship, French GT Championship, FIA GT3 European Championship, International GT Open, Blancpain Endurance Series oraz Coupe de France GT FFSA.